# Álvaro Fernández Llorente
Álvaro Fernández Llorente (Arnedo, 13 d'abril de 1998), més conegut com a Álvaro Fernández, és un futbolista espanyol que juga com a porter al Sevilla FC.

## Trajectòria
Álvaro va començar la carrera com a futbolista a les files del Club Deportivo Arnedo, tot i que també va jugar entre els set i catorze anys diversos tornejos amb la Reial Societat. El 12 d'octubre de 2013, amb tot just 15 anys, va fer el seu debut amb el primer equip de La Rioja a Tercera Divisió enfront del River Ebro (0-1). Després d'acabar la temporada, a l'estiu de 2014, va marxar al planter del CA Osasuna per jugar en el seu equip juvenil. El 12 d'abril de 2015 va debutar amb el filial navarrès, l'Osasuna Promeses, a Tercera Divisió enfront del CD Izarra. El 25 de setembre de 2016 va fer el seu debut en Primera Divisió, a El Madrigal enfront del Vila-real CF (3-1), substituint Mario Fernández en el descans.
L'11 de juliol de 2017 va signar un contracte de tres temporades per l'AS Mònaco. Després de jugar una desena de partits amb el filial monegasc, a l'agost de 2018, va ser cedit a l'Extremadura UD de Segona Divisió. El juny de 2019 es va incorporar a la SD Osca, equip amb el qual va signar un contracte de tres campanyes.
El 17 d'agost de 2021, el Brentford FC de la Premier League va anunciar que rebia el jugador cedit, amb opció de compra al final de la temporada 2021–22. El 31 d'agost de l'any següent, fou cedit al RCD Espanyol de primera divisió, per una temporada.

## Internacional
Va ser internacional en categories inferiors de la selecció espanyola. Amb el combinat sub-20 es va proclamar campió del torneig amistós internacional de l'Alcúdia el 2016.
Va debutar amb la selecció espanyola absoluta el 8 de juny de 2021 en una victòria per 4-0 contra Lituània en un amistós.